# City (Stadt Zürich)
City ist ein Quartier der Stadt Zürich. Es bildet heute zusammen mit den Quartieren Lindenhof, Rathaus und Hochschulen den Kreis 1, die Altstadt der Stadt Zürich.

## Bevölkerung
Das Quartier weist zusammen mit Lindenhof die kleinste Wohnbevölkerung der Zürcher Quartiere auf.

## Bevölkerungsentwicklung des Quartiers
Quelle:Statistik & Daten: City

## Sehenswürdigkeiten
Die bekannteste Strasse der Schweiz, die Bahnhofstrasse, bildet die Grenze zum Quartier Lindenhof; der Paradeplatz ist ein Symbol des Schweizer Bankenwesens. Der Schanzengraben ist heute mit seinem Fussgängerweg und der Badeanstalt sowie dem ehemaligen Bollwerk «zur Katz» (heute Alter Botanischer Garten Zürich) ein Naherholungsgebiet.

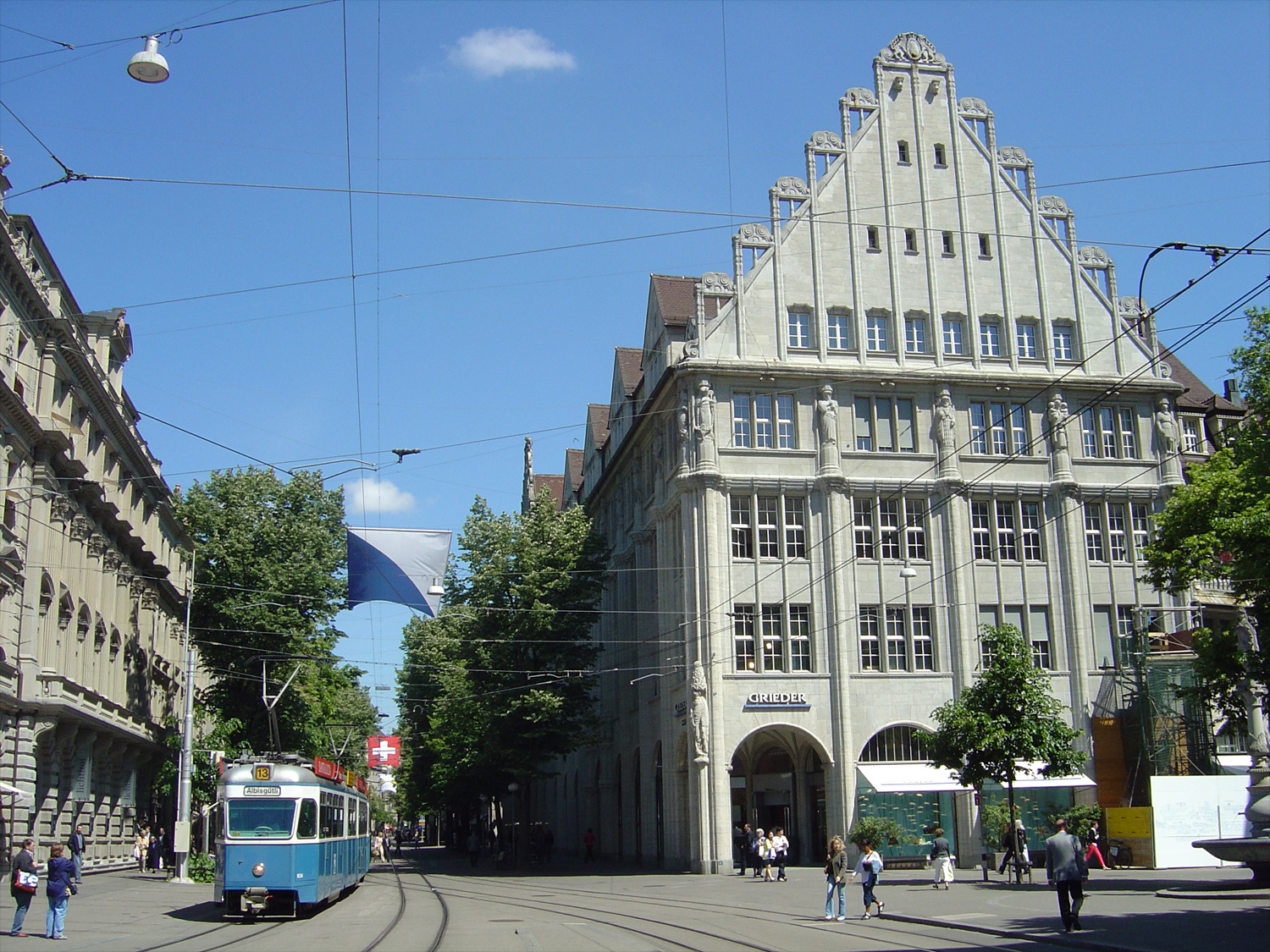
Bahnhofstrasse beim Paradeplatz
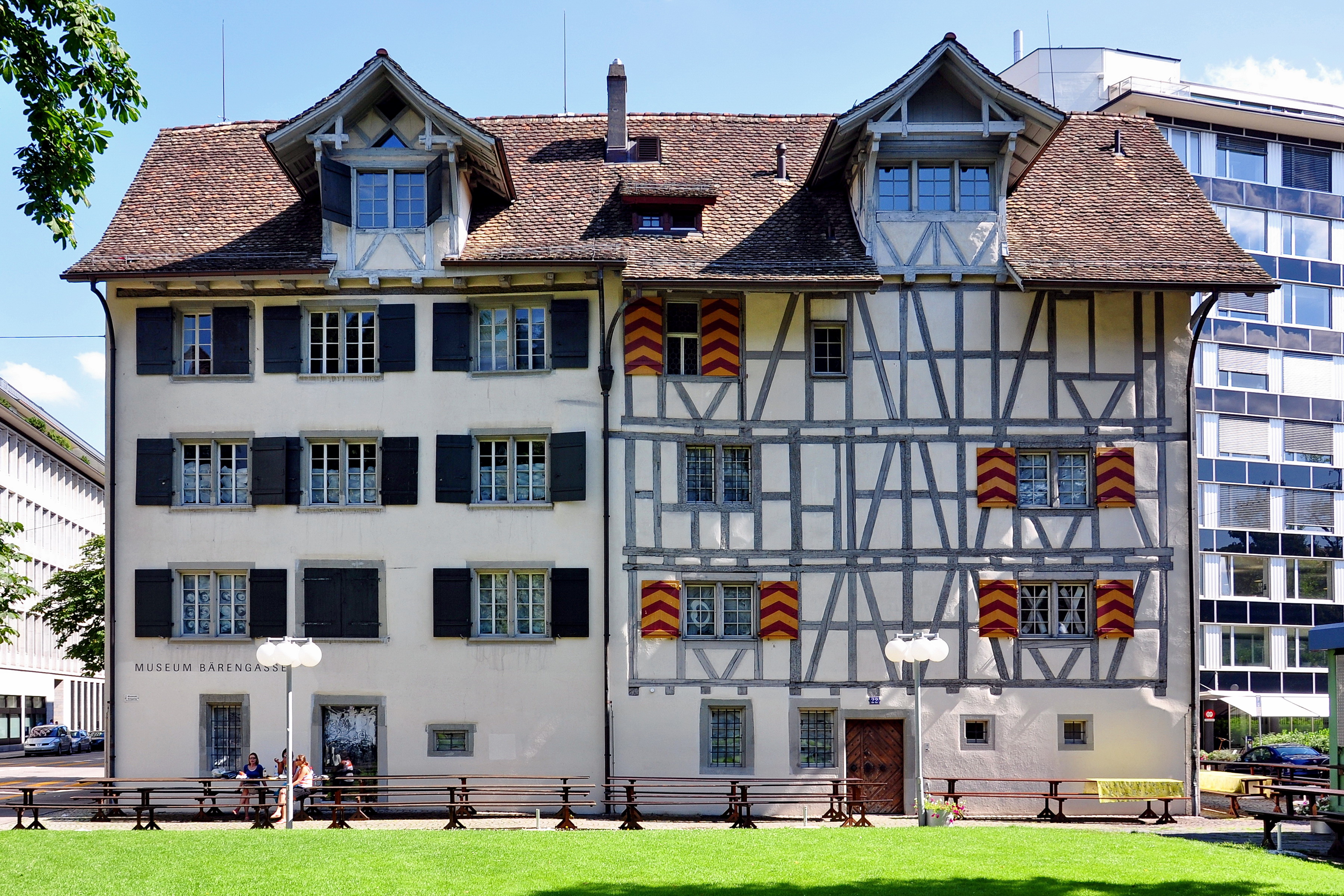
Das ehemalige Wohnmuseum Bärengasse des Landesmuseums
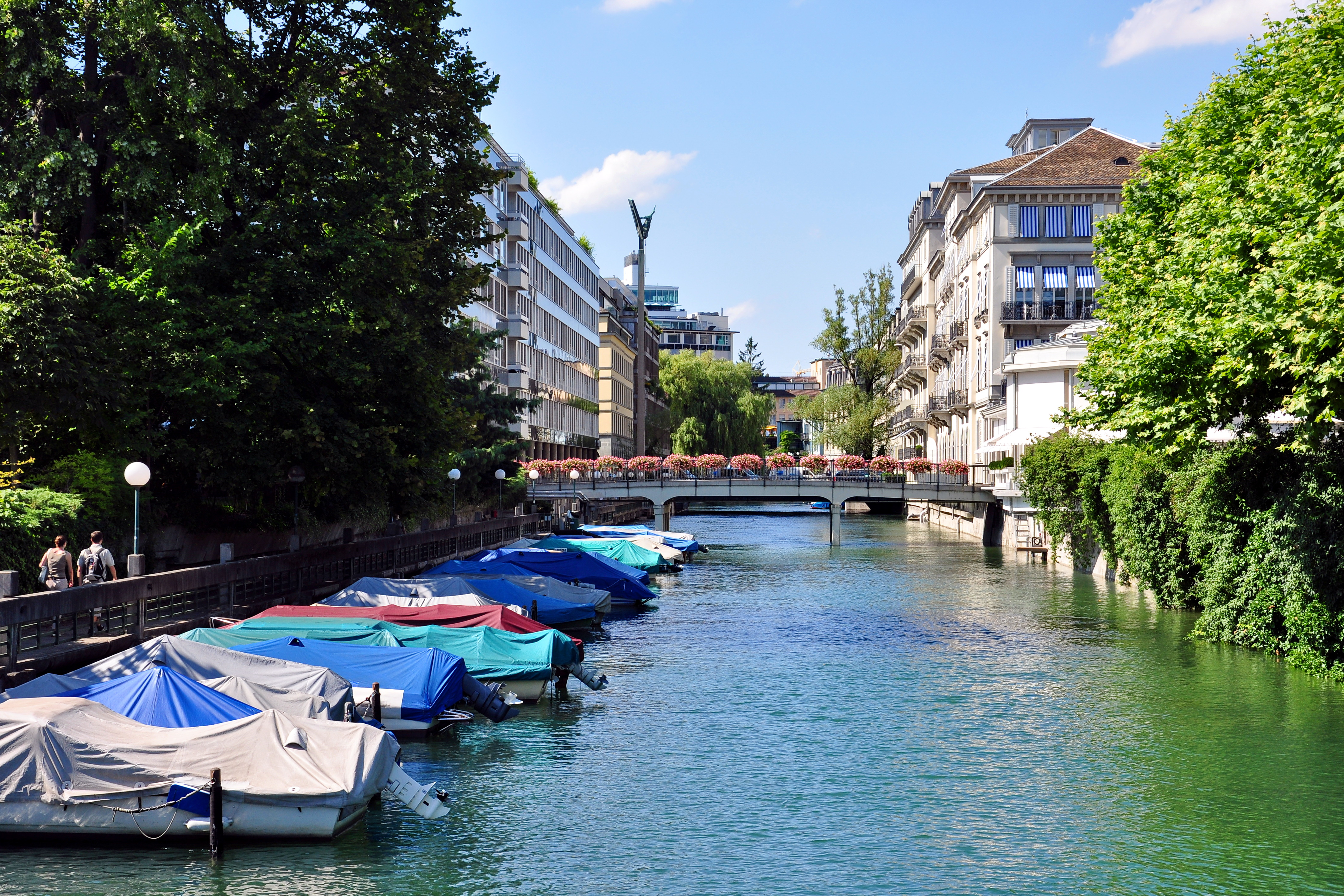
Der Schanzengraben beim General Guisan-Quai
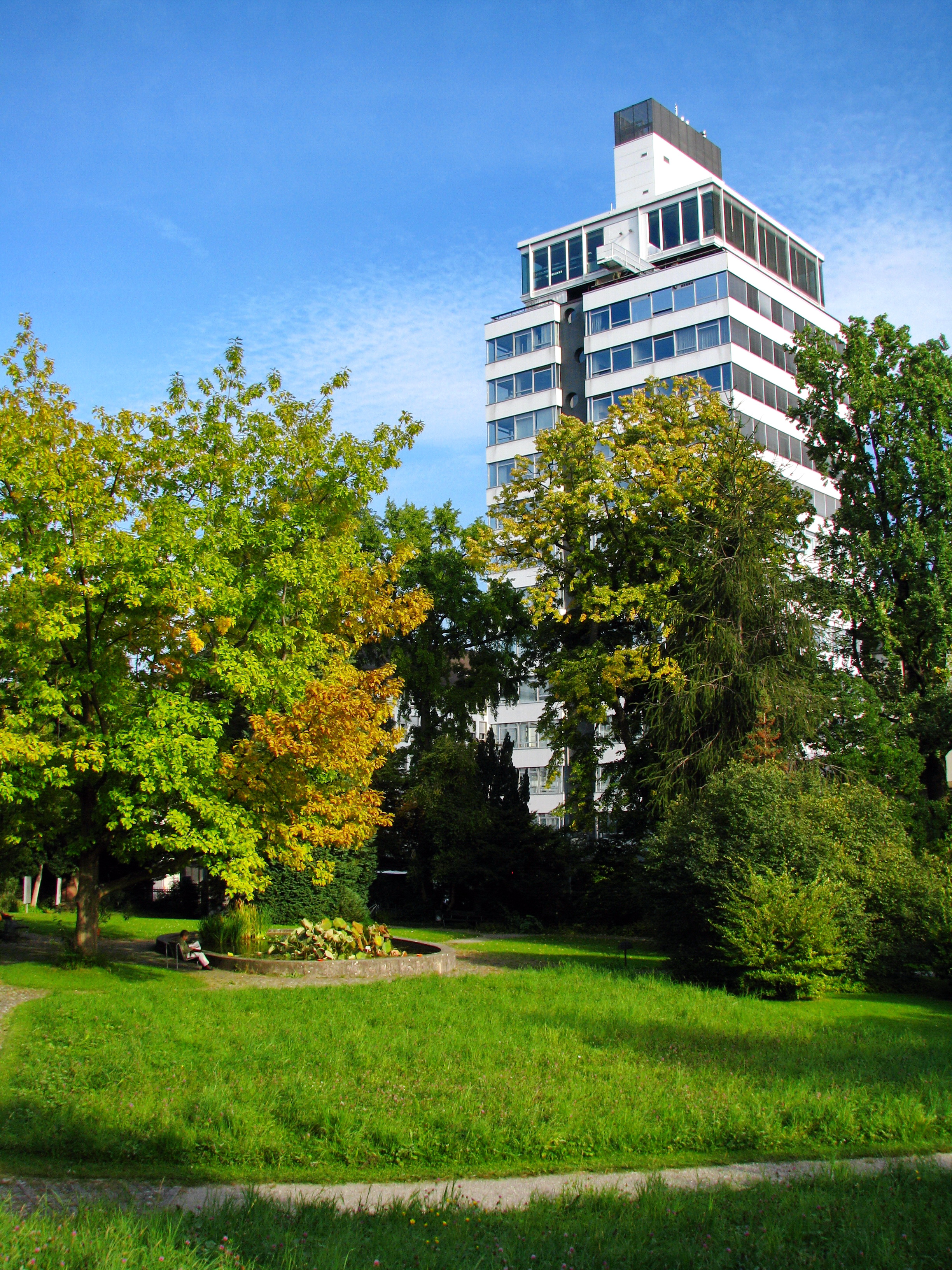
Der Alte Botanische Garten, im Hintergrund das Hochhaus zur Schanze

Weil das Quartier historisch gesehen lediglich eine frühneuzeitliche Erweiterung der mittelalterlichen Stadt ist, gehört dessen reformierte Bevölkerung zu den Altstadtgemeinden von St. Peter und Fraumünster; der Stadtteil weist somit keine historischen oder sonst wie bedeutsamen Kirchenbauten auf. Hingegen liegen innerhalb der Quartiergrenzen zwei Synagogen, nämlich die 1883/84 nach Plänen der Architekten Chiodera und Tschudy im maurischen Stil errichtete der Israelitischen Cultusgemeinde an der Löwenstrasse und die 1923/24 nach Plänen von Henauer und Witschi im Stil des Art déco erstellte der Israelitischen Religionsgesellschaft an der Freigutstrasse.

## Geschichte
Das Quartier City umfasst im Wesentlichen den westlich der Limmat gelegenen Teil der barocken Stadterweiterung der Stadt Zürich. An der Stelle seiner östlichen Grenze, der heutigen Bahnhofstrasse, lag bis über die Mitte des 19. Jahrhunderts der Fröschengraben mit anschliessender mittelalterlicher Stadtmauer, die westliche Quartiergrenze bildet der noch heute erhaltene Befestigungsgraben aus barocker Zeit. 1853 (oder 1854?) wurde von der damaligen Gemeinde Enge (heute ebenfalls ein Stadtquartier) im Zusammenhang mit dem 1857 nach Plänen von Leonhard Zeugheer erfolgten Neubau des Bezirksgebäudes (heute beherbergt es die Wohn- und Arbeitsgemeinschaft «Suneboge») das Gebiet des nachmaligen Selnauquartiers an die Stadt Zürich abgetreten, weshalb das Quartier City an dieser Stelle über den Schanzengraben hinausreicht und bis an die Sihl stösst.
Das 1256/59 gegründete Zisterzienserinnenkloster Selnau (der Name kommt von mittelhochdeutsch seldenouwe, was wörtlich ‚Haus oder Herberge am Wasser‘ bedeutet), das Jahrhunderte später dem westlich des Schanzengrabens gelegenen Teil des Quartiers sowie der nahe gelegenen Bahnstation Zürich Selnau den Namen gab, wurde 1525 geschlossen und nach und nach abgerissen. Grundmauern traten anlässlich der Erneuerung der Werkleitungen in den Jahren 1998 und 2004 zutage.
Von der einstigen zwischen Fröschengraben und Schanzengraben gelegenen barocken Gartenstadt ist so gut wie nichts mehr erhalten; fast die ganze Bausubstanz ist im späten 19. Jahrhundert und in der ersten Hälfte des 20. Jahrhunderts durch Geschäftshäuser ersetzt worden. Noch gut als barocker Platz erkennbar ist der Pelikanplatz, welcher 1661 an der Kreuzung des Talackers mit der Pelikanstrasse als übereck gestelltes Quadrat angelegt wurde. Letzte Reste der alten Bebauung sind der «Grosse Pelikan» (1675) am Pelikanplatz und die Häuser «Zum Schanzenhof» (1699) und «Zur Weltkugel» (1682) an der Bärengasse. Das nach einem Bebauungsplan von 1860 angelegte Selnauquartier ist hingegen noch in grossen Teilen erhalten.
Siehe auch:
- Stadtbefestigung (Zürich)
- Geschichte der Stadt Zürich